# Aula Palatina
Vương cung thánh đường Constantine (tiếng Đức: Konstantinbasilika), hoặc Aula Palatina tại Trier, Đức là một vương cung thánh đường La Mã chính thức mà được ủy quyền xây dựng bởi hoàng đế Constantinus Đại đế (306–337) vào đầu thế kỷ thứ 4.
Ngày nay, nó được sử dụng như là Nhà thờ của Chúa Cứu thế và thuộc sở hữu của một giáo đoàn trong Nhà thờ Tin Lành tại Rhineland. Vương cung thánh đường này chứa đại sảnh còn tồn tại lớn nhất từ thời cổ đại và là một phần của Di sản thế giới được UNESCO công nhận. Đại sảnh của nó có chiều dài 67 mét, rộng 26,05 mét và cao 33 mét.

## Lịch sử
Aula Palatina được xây dựng vào khoảng năm 310 sau Công nguyên như là một phần của quần thể cung điện. Ban đầu nó không phải là một tòa nhà đứng tự do, nhưng có các tòa nhà nhỏ khác như sảnh trước, cổng và một số tòa nhà dịch vụ gắn liền với nó bị phá hủy.
Trong thời Trung cổ, nó được sử dụng làm nơi ở cho Giám mục Trier, chính vì vậy mà hậu cung được thiết kế lại thành khu vực sinh sống và những tháp trang trí thêm vào đỉnh của bức tường. Vào thế kỷ 17, tổng giám mục Lothar von Metternich đã xây dựng cung điện của mình ngay bên cạnh Aula Palatina và kết hợp nó vào cung điện của mình để thực hiện một số thiết kế lại. Sau đó, vào thế kỷ 19, Friedrich Wilhelm IV của Phổ đã ra lệnh cho khôi phục lại trạng thái La Mã ban đầu của tòa nhà, dưới sự giám sát của kiến trúc sư quân sự Carl Schnitzler. Năm 1856, Aula Palatina trở thành một nhà thờ Tin Lành. Năm 1944, tòa nhà bị cháy do một cuộc không kích của các lực lượng đồng minh trong Chiến tranh thế giới lần thứ hai. Khi nó được sửa chữa sau chiến tranh, các trang trí lịch sử bên trong của nó có từ thế kỷ 19 đã không được xây khôi phục lại, do đó các bức tường gạch cũng có thể nhìn thấy từ bên trong.